# Astra Sharma
Astra Sharma (født 11. september 1995 i Singapore) er en professionel tennisspiller fra Australien.